# Campionati del mondo di ciclismo su strada 2011 - Cronometro maschile Under-23
La cronometro maschile Under-23 dei Campionati del mondo di ciclismo su strada 2011 è stata corsa il 19 settembre in Danimarca, nei pressi di Copenaghen, su un percorso totale di 35,2 km. L'australiano Luke Durbridge ha vinto la gara con il tempo di 42'47", alla media di 49,362 km/h.

## Classifica (Top 10)
| Pos. | Corridore       | Squadra       | Tempo   |
| ---- | --------------- | ------------- | ------- |
| 1    | Luke Durbridge  | Australia     | 42'47"  |
| 2    | Rasmus Quaade   | Danimarca     | a 35"   |
| 3    | Michael Hepburn | Australia     | a 46"   |
| 4    | Anton Vorob'ëv  | Russia        | a 58"   |
| 5    | Jasper Hamelink | Paesi Bassi   | a 1'52" |
| 6    | Jason Christie  | Nuova Zelanda | a 2'00" |
| 7    | Lluís Mas       | Spagna        | a 2'04" |
| 8    | Tom Dumoulin    | Paesi Bassi   | s.t.    |
| 9    | Damien Howson   | Australia     | a 2'05" |
| 10   | Rudy Molard     | Francia       | a 2'09" |